# Muscari racemosum
El Muscari racemosum és una planta bulbosa perenne originària del sud-oest de Turquia, on creix en llocs rocosos. De vegades també es cultiva com a planta ornamental. Es pot trobar a la literatura hortícola amb el sinònim Muscari muscarimi.
M. racemosum s’assembla a M. macrocarpum (amb la qual s’ha situat al grup Muscarimia del gènere Muscari). És una planta robusta, amb grans bulbs que tenen arrels carnoses gruixudes. Cada bulb produeix diverses fulles de color verd grisenc. Les flors neixen en una espiga o raïm. Les flors individuals són de 7 a 9 mm de llarg, de color gris-blanc quan estan totalment obertes, de vegades amb un to blavós, amb olor de mesc. Aquesta és l'espècie de la qual el gènere rep el nom (Muscari prové del grec muschos, que significa mesc).